# Stenhammars slott
Stenhammars slott är ett slott i Flens socken i Flens kommun, Södermanland. Huvudbyggnaden består av en stenlänga i två våningar med flera torn och uppfördes 1658 troligen efter ritningar av Jean de la Vallée och fick sitt nuvarande utseende på 1800-talets mitt genom arkitekt Abraham Nyström. Delar av fasaden renoverades 2003.
Stenhammars gods omfattar 2 000 hektar mark, varav 1 200 hektar består av skog. Godset ägs av staten och arrenderas av H.M. Konungen. I dag bedrivs modernt jord- och skogsbruk på egendomen. På Stenhammar har man sedan 2005 en omfattande djurhållning med ekologiska förtecken och avelstjurar av raserna Simmental och Angus. Utöver själva huvudbyggnaden finns här ett stort fastighetsbestånd bestående av ett 150-tal byggnader. Officiella visningar av egendomen förekommer ej.

## Historia

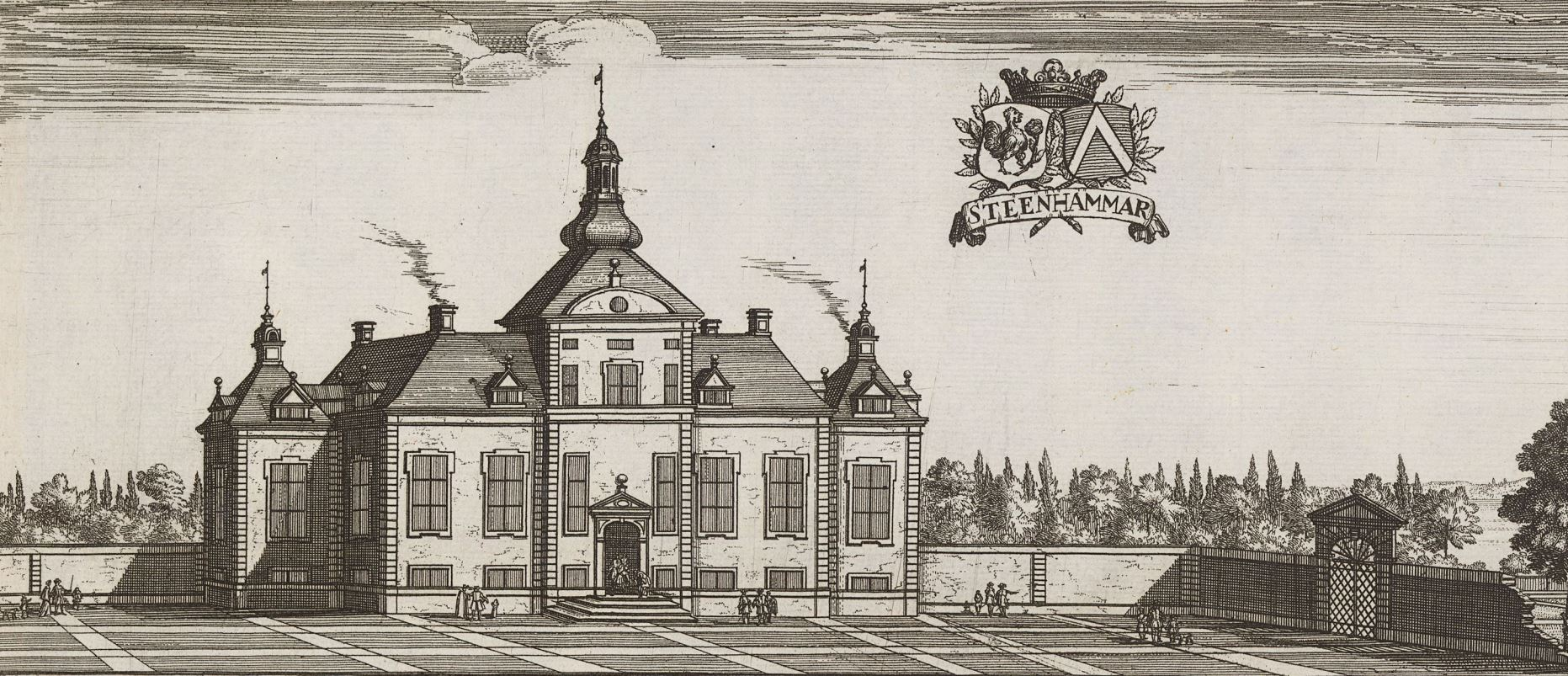
"Steenhammar" i Sueciaverket.

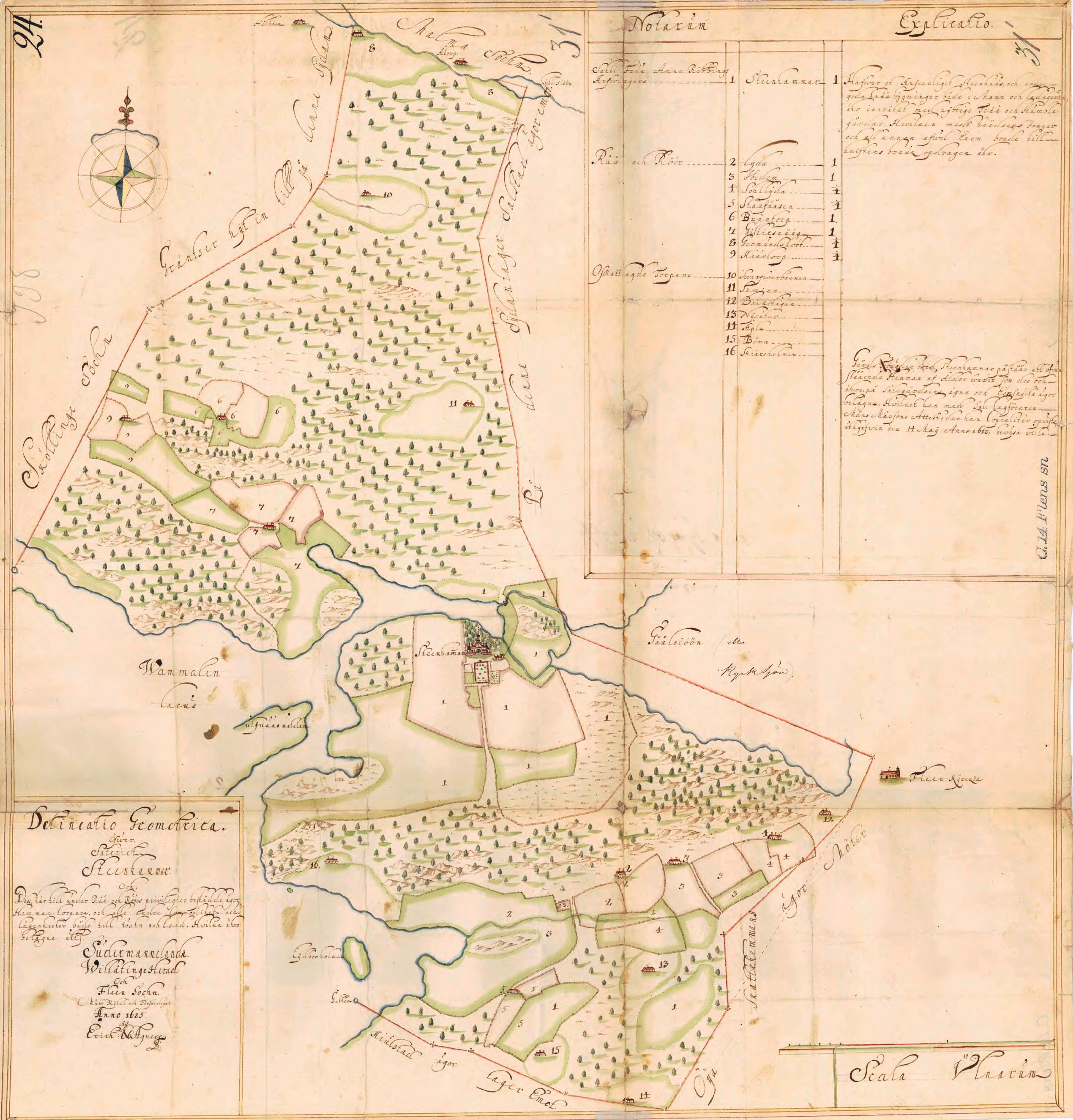
Stenhammars ägor 1685.

Egendomen är känd sedan 1300-talet, under namnet Slädhammar eller Slätthammar. Egendomen är belägen vid en vik i sjön Valdemaren. Godset ägdes strax före och i början av unionstiden av Laurens Birgersson (Lilje) och därefter av hans son Ingevald Laurensson Lilje. På 1500-talet tillhörde det Jöns Arp, sedan sonen Erik Jönsson Arp och därefter rikskammarrådet Schering Eriksson Arp. Genom hans dotter Carins giftermål med Johan Jöransson Rosenhane kom Stenhammar till släkten Rosenhane. Deras son Johan Rosenhane lät bygga den nuvarande huvudbyggnaden 1658 och då ändrades också namnet till Stenhambra. Arkitekt var troligen Jean de la Vallée. 
Den äldsta avbildningen av Stenhammar finns på en uppmätningskarta över godset från 1685, upprättat av lantmätaren Erich Anger. Huvudbyggnaden är även avbildad på 1690-talet i Suecia antiqua. Vid reduktionen fick Johan Rosenhanes änka lämna Stenhammar. Det tillföll landshövdingen, friherre Leonard Ribbing af Zernava, på grund av dennes fordran på kronan. Det tillhörde därefter sonen, presidenten Conrad Ribbing, 1671–1736, och dennes dotter Beata Katarina, den av Olof von Dalin besjungna "Carin, som Stenhammar eger". Hon var gift med landshövdingen, friherre Gabriel Falkenberg, och ärvdes av sin dotters son, friherre Gabriel Falkenberg af Trystorp, född 1781, död ogift 1824. 
Det Rosenhanska stenhuset var en förhållande liten byggnad som liknade en palladiansk lantvilla  eller ett franskt lustslott. Omkring 1750 var det dags för en större utbyggnad och omgestaltningen av corps de logi som nu fick en huvudsakligen rektangulär grundplan genom tillbyggnader i vinklar. Mittornet med sin karakteristiska huv fick dock vara kvar. Efter förfall under 1700-talets slut renoverades slottet åter i mitten av 1800-talet då grosshandlaren Anders Petter Söderberg var ägare. Han köpte Stenhammar 1809. Under hans tid fick huvudbyggnaden i stort sett sitt nuvarande utseende. Till arkitekt och byggmästare anlitade man den vid tiden mycket kände Abraham Nyström. 
Efter Anders Petter Söderbergs död 1832 ärvdes egendomen av dottern Maria Charlotta, 1824 gift med sedermera landshövdingen, friherre Robert Fredrik von Kræmer. Deras son, hovmarskalk Robert von Kræmer, ärvde slottet 1870. Liksom sin morfar lade han ner stor möda på att förbättra godset. I sina minnesanteckningar uppförde von Kræmer minutiöst alla ombyggnader och förändringar som han lät genomföra. När han fattade sitt beslut att donera Stenhammar efter sin död till hertigen av Södermanland gjorde han det med gott samvete att ha skapat en värdig bostad.

### Historiska bilder

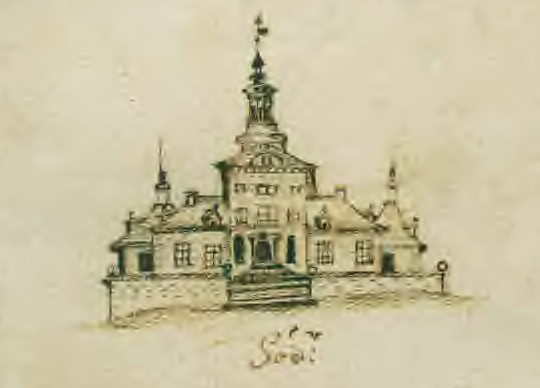
Äldsta kända illustration från 1685.
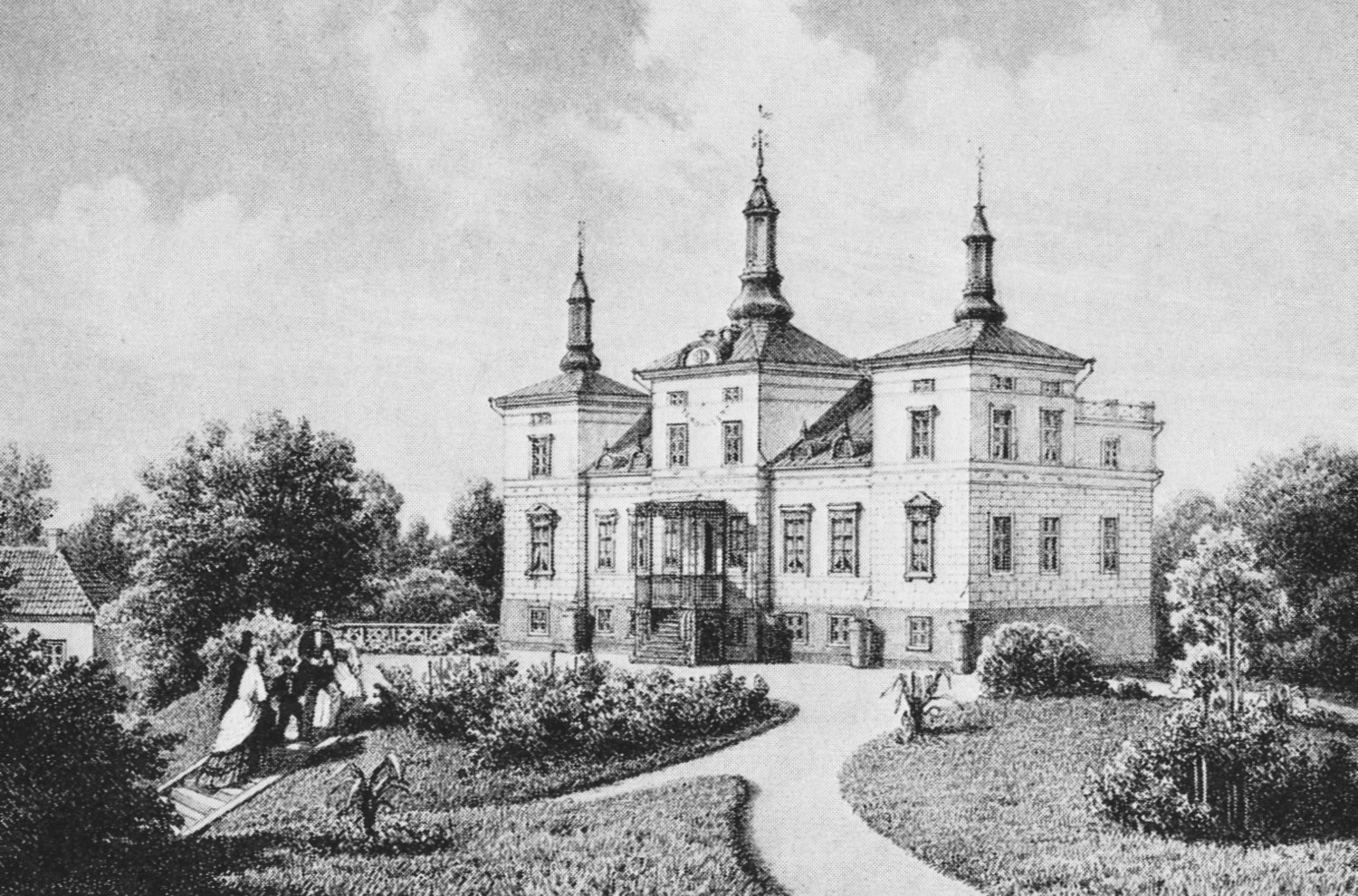
Slottet i en illustration av Olof Eneroth 1860-tal.
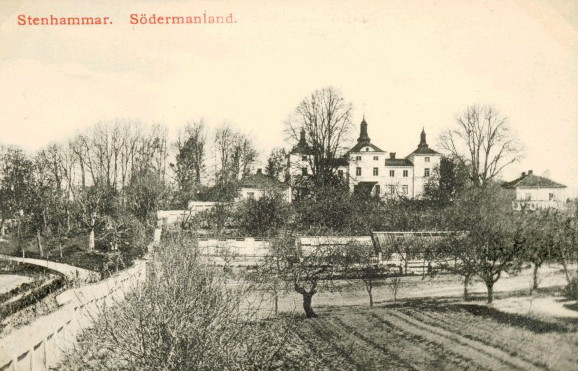
Stenhammar på ett äldre vykort.
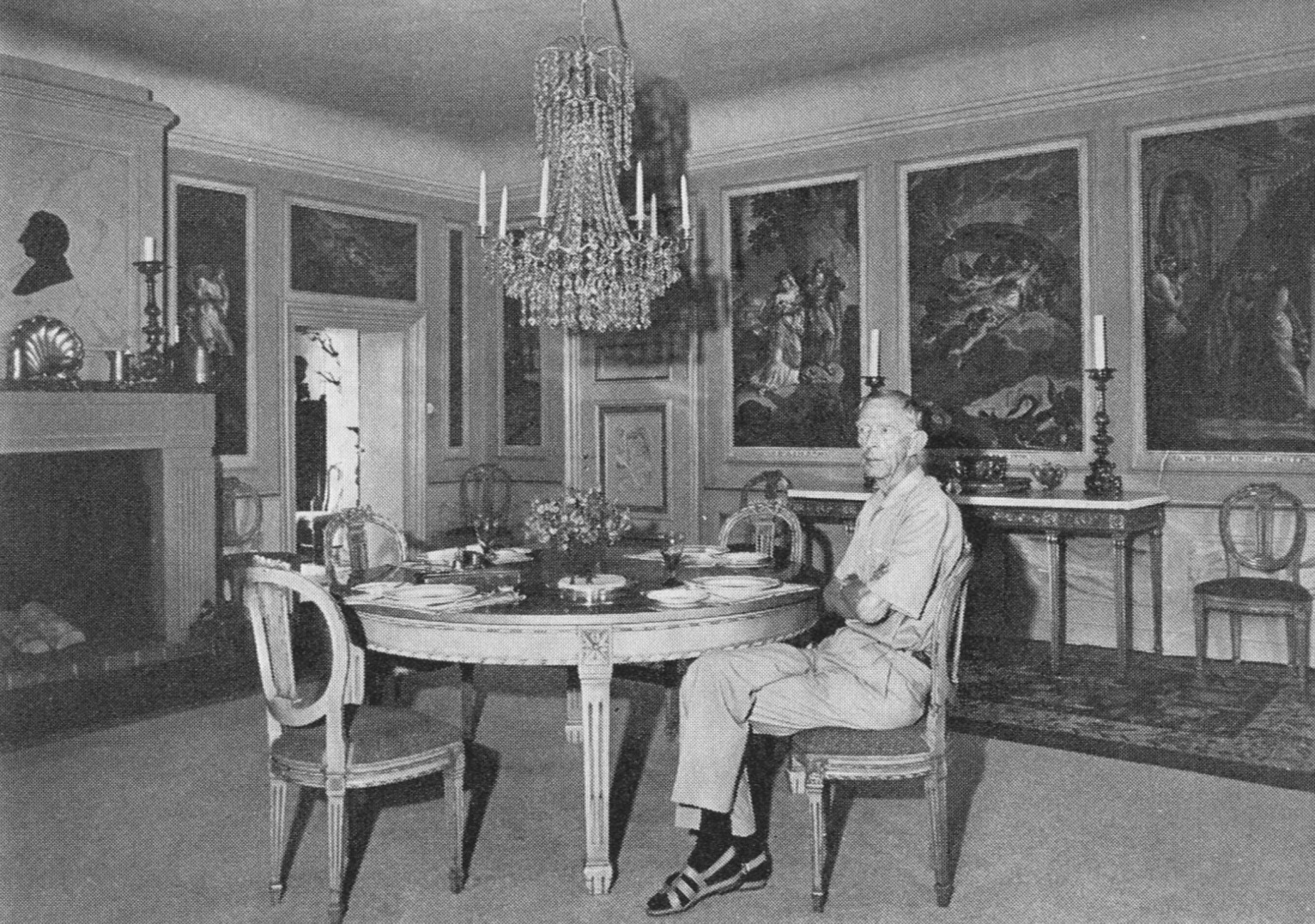
Prins Wilhelm i slottets Stensal på 1960-talet.
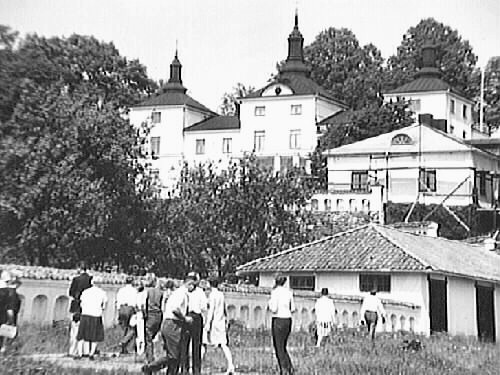
Slottet 1967.

## Stenhammars vidare öden
Den omfattande egendomen tillföll svenska staten 1903 i enlighet med Robert von Kræmers testamente. Ur testamentet framgår att huvudbyggnaden skall arrenderas ut till en manlig avkomma ur släkten Bernadotte, med företräde för hertigen av Södermanland, om någon sådan finns. Testamentet stipulerar att arrendet skall uppgå till 1 000 kronor om året.
Huvudvillkoret i von Kræmers donation löd:
| ” | Efter min hustrus död skola samtliga hemman och hemmansdelar med tillhörande byggnader av staten varje gång på livstid utarrenderas på efterskrivna villkor åt någon svensk undersåte varande prins av det regerande konungahuset, vilken har eventuell arvsrätt till tronen. Finnes vid något utarrenderingstillfälle någon svensk undersåte varande, eventuell arvsrätt till tronen ägande, prins av det regerande konungahuset, som är hertig av Södermanland, så äger han företrädesrätt till arrendet, om han eller hans målsman så önskar. | „ |

Fram till år 1965 beboddes egendomen av prins Wilhelm. Under hans tid blev Stenhammar ett litterärt centrum, speciell sedan prinsen 1918 helt övergått att ägna sig åt sitt författarskap där Stenhammar spelade en framträdande roll. På slottet samlades några av dåtidens främsta litterära personligheter, bland dem Birger Mörner, Bo Bergman, Albert Engström, Pär Lagerkvist och Gunnar Mascoll Silfverstolpe. Efter prins Wilhelms död 1965 övertog dåvarande kronprinsen, sedermera Carl XVI Gustaf, arrendet på livstid.

### Nutida bilder

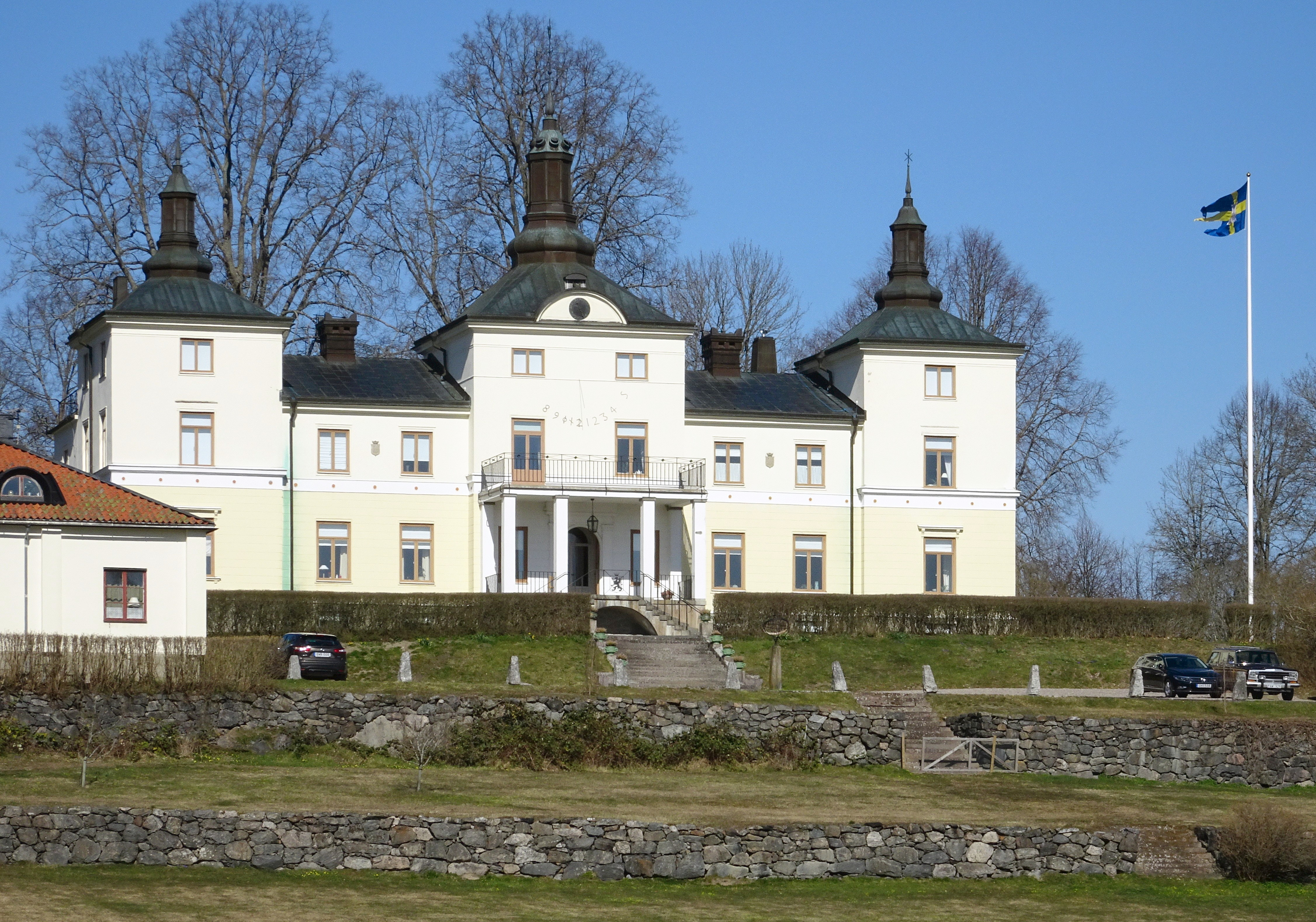
Slottet sett från sydväst.
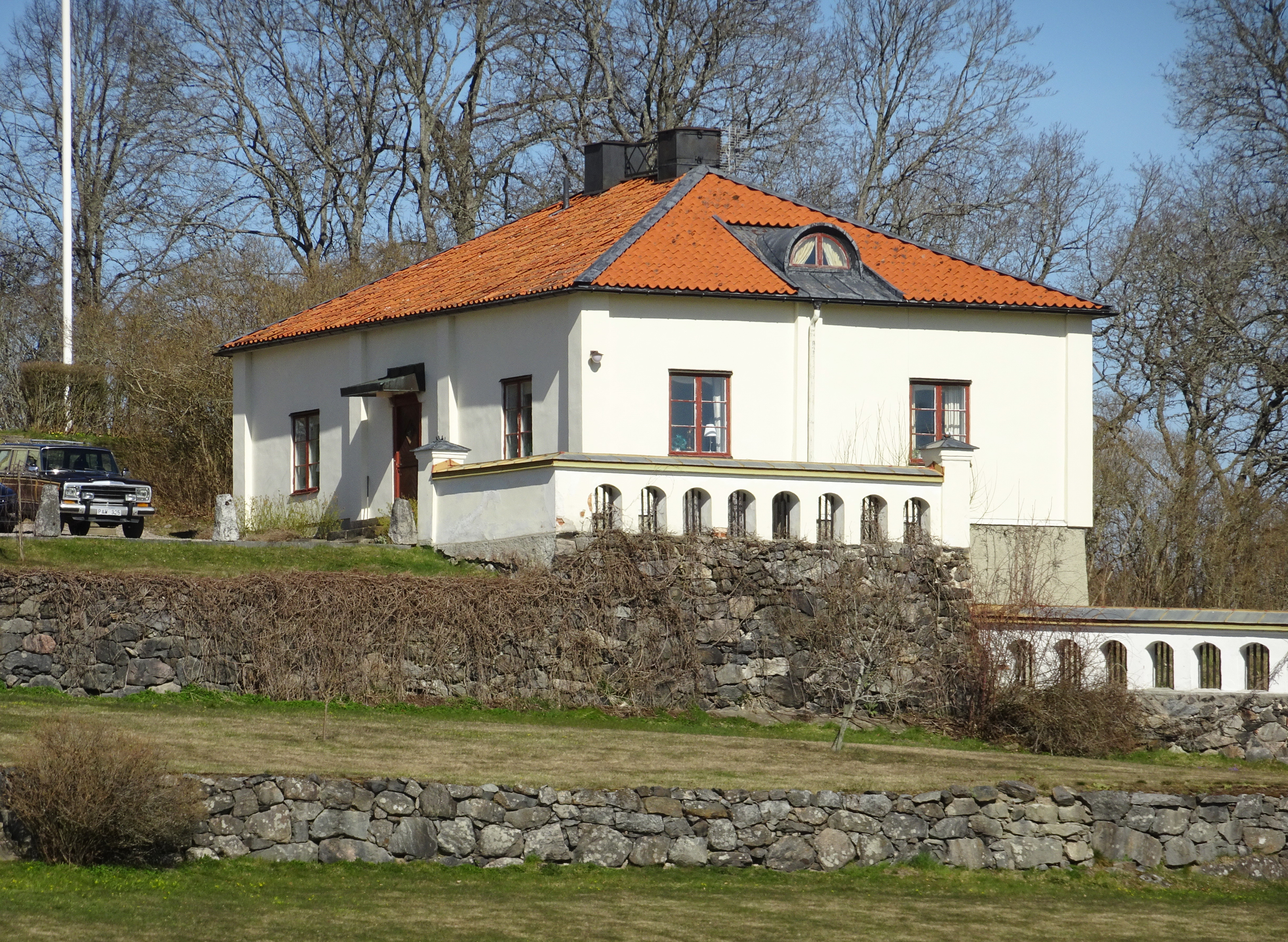
Östra flygeln.
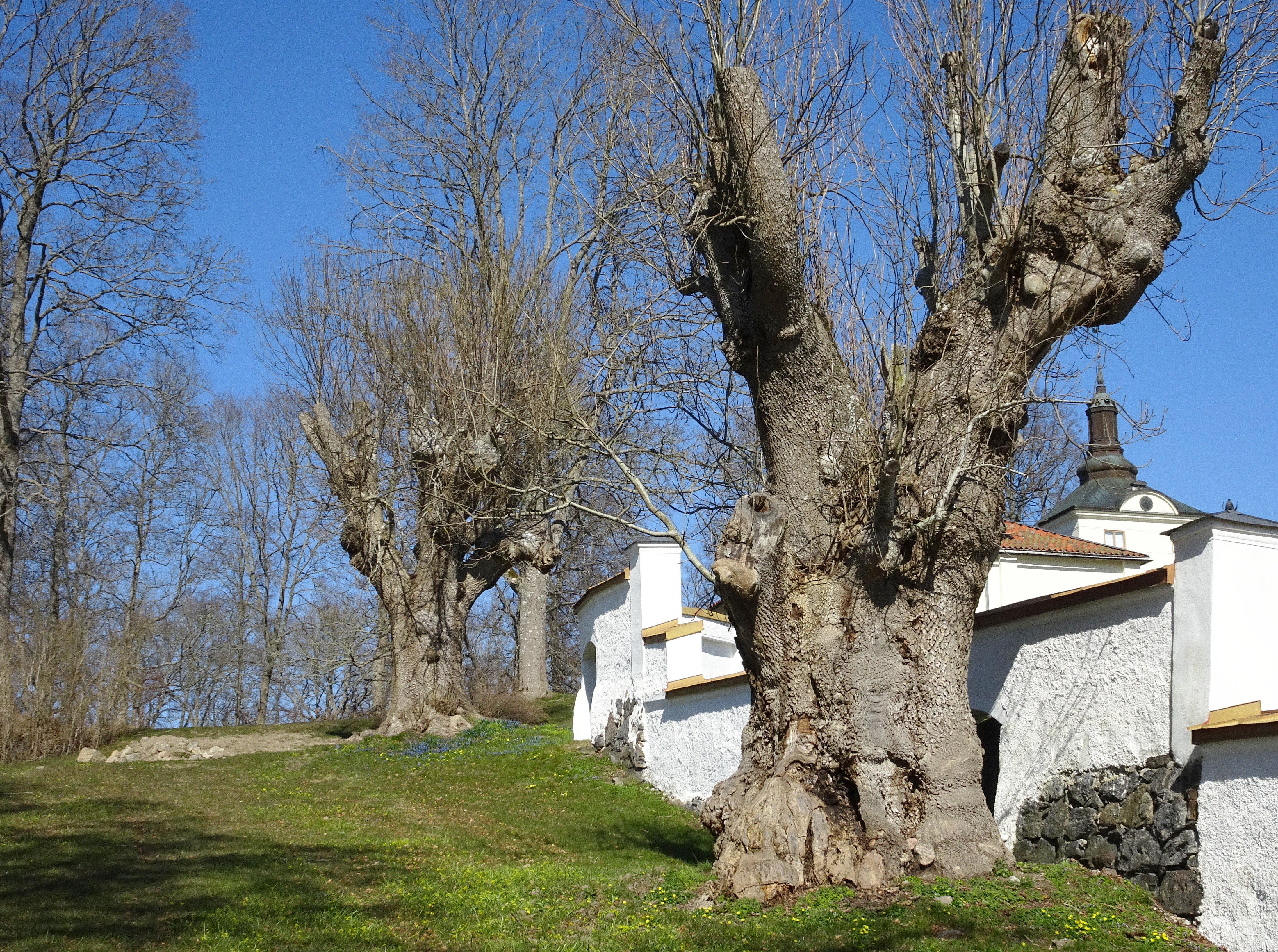
Västra muren med hamlade ekar.
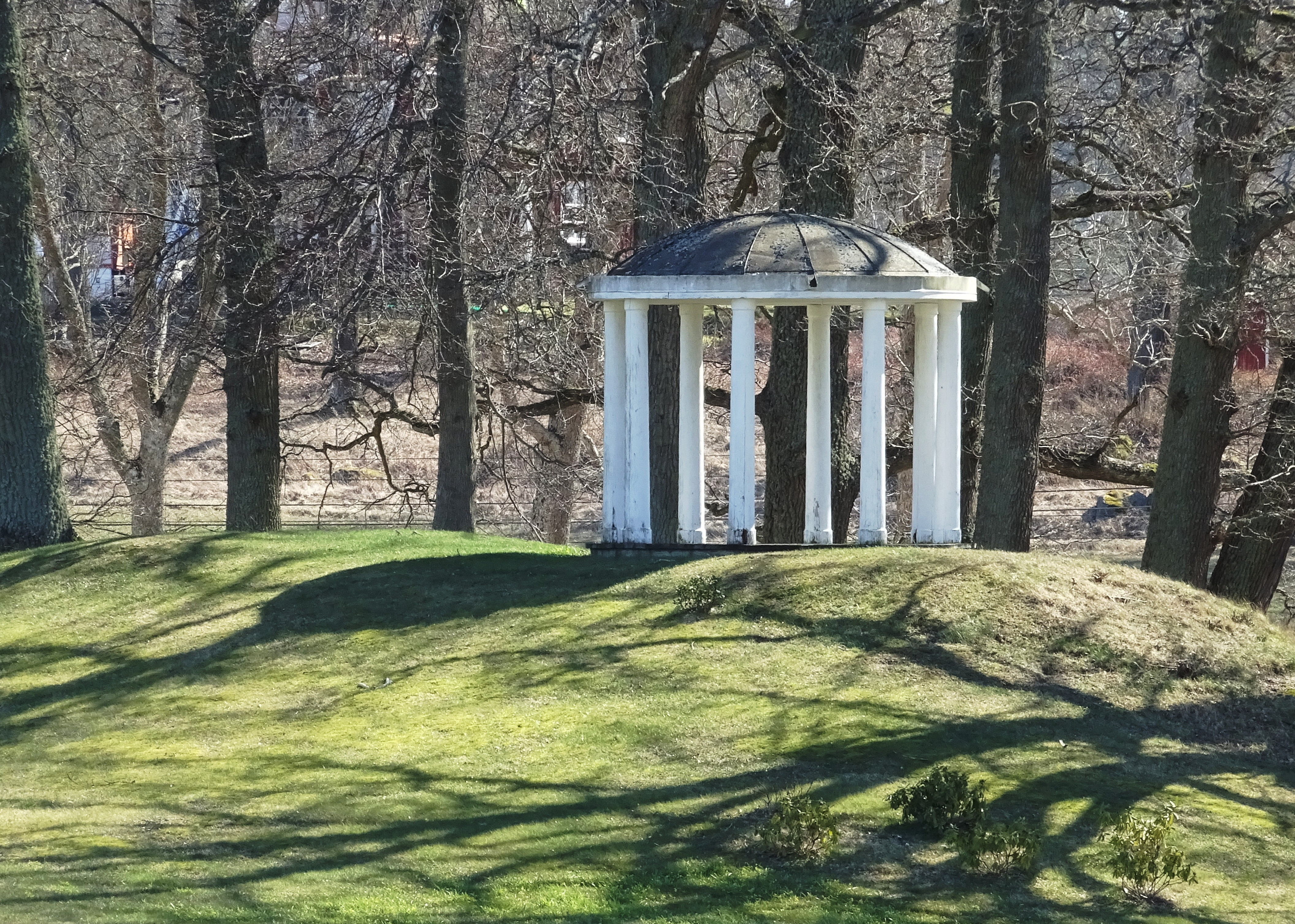
Ekotemplet i parken.
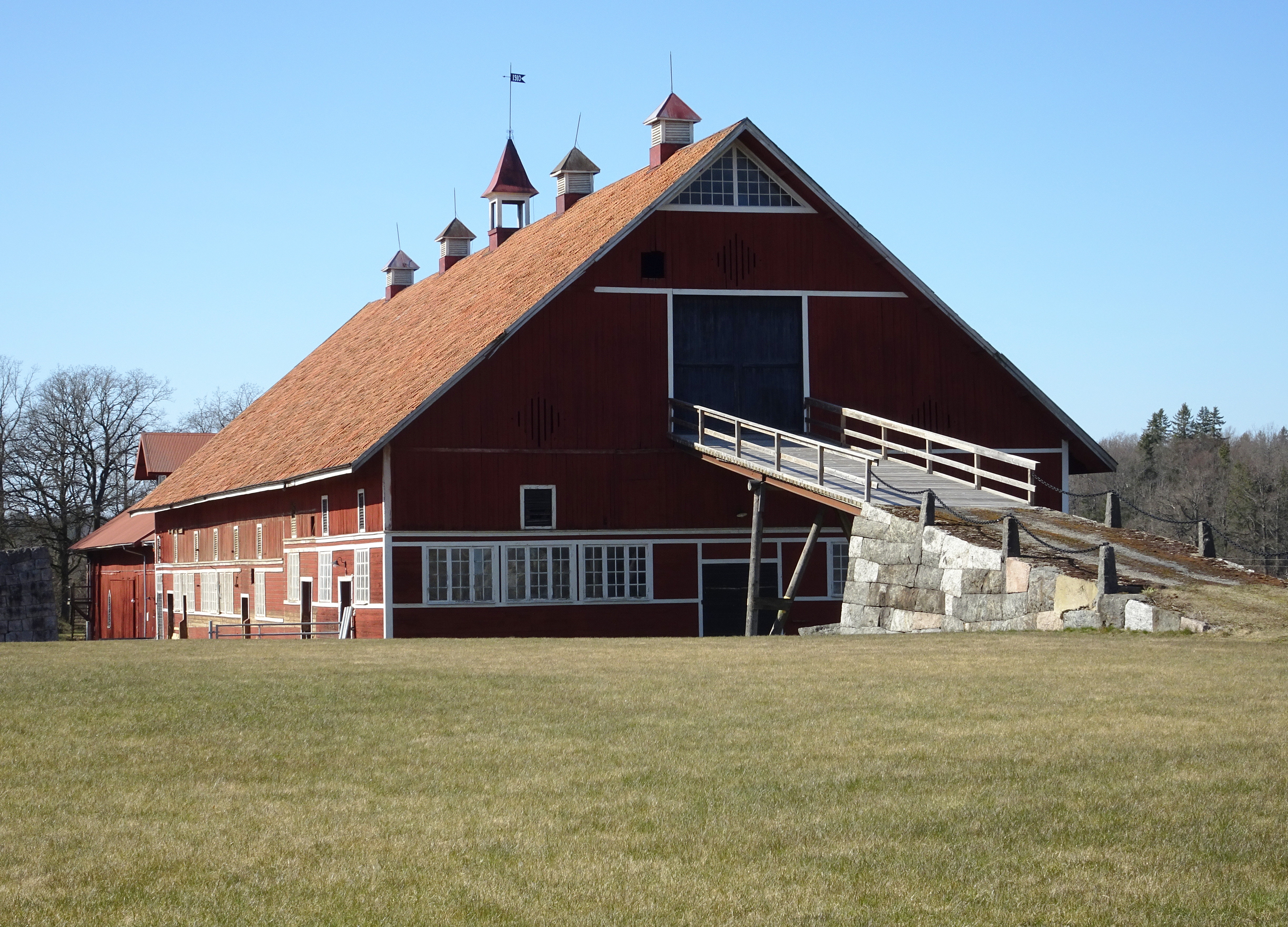
Ladugården från 1910 tillhörande Stenhammars gods.

## Ägarlängd

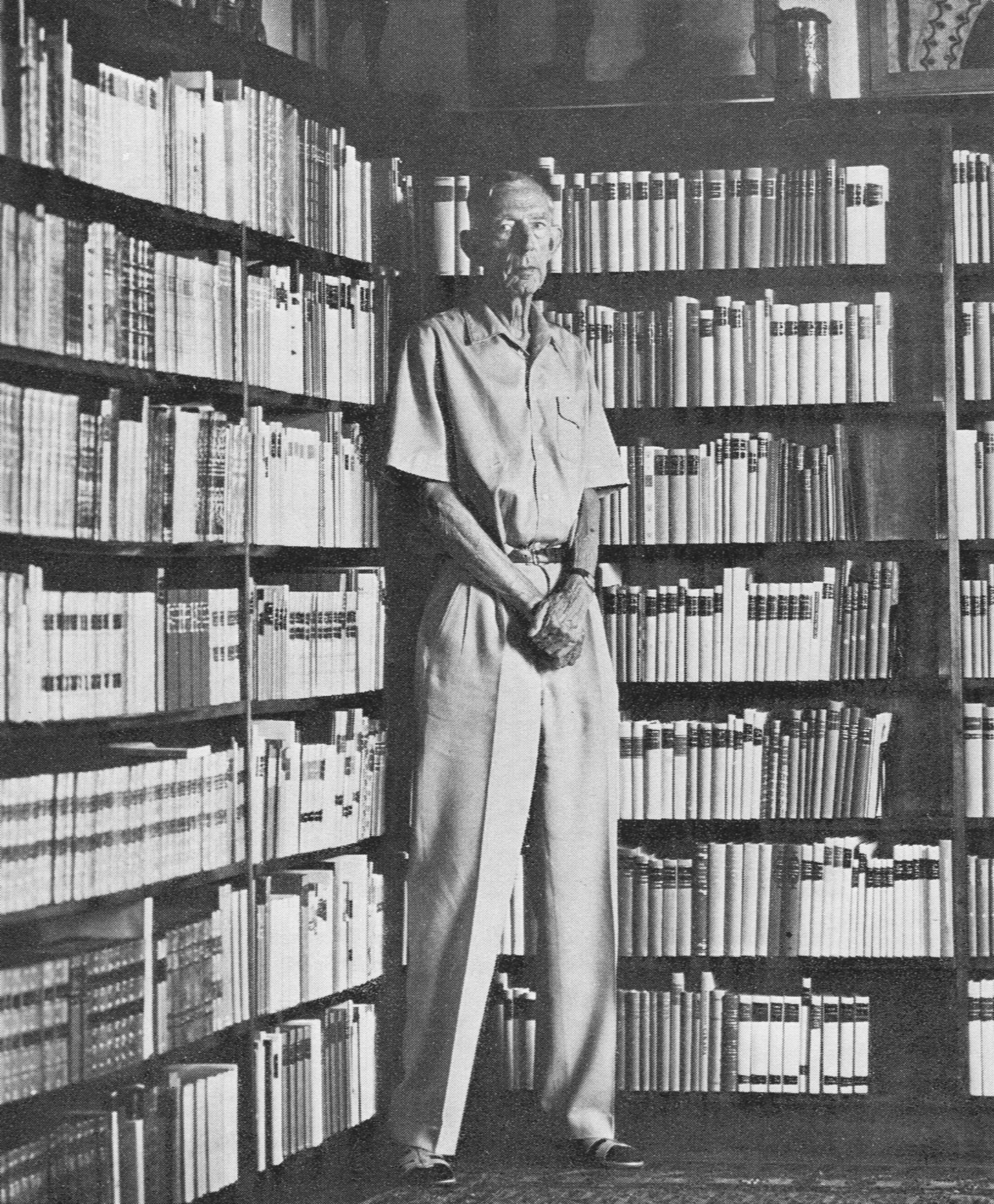
Prins Wilhelm i sitt bibliotek på Stenhammar, tidigt 1960-tal.

1300-1500-talet
- Agmund Ulfsson
- Släkten Djurhufvud
- Släkten Geet
- Släkten Arp
- Släkten Sheringsdotter.

1600-1700-talet
- Johan Rosenhane
- Släkten Ribbing
- Släkten Falkenberg

1800-1900-talet
- Anders Petterson
- Maria Charlotte von Kræmer
- Anders Robert von Kræmer
- Svenska staten (donation)